# Sergio Marinangeli
Sergio Marinangeli, född 2 juli 1980 i Gualdo Tadino, är en professionell italiensk tävlingscyklist. Han tävlade för det irländska Professional Continental cykelstallet LPR Brakes mellan 2008 och 2009. När LPR lade ned gick han vidare till De Rosa-Stac Plastic. Sergio Marinangeli blev professionell 2003 med Domina Vacanze-Elitron och tävlade med dess efterföljare till och med säsongen 2007 när Aurum Hotels lade ned, tidigare har också namnet Naturino-Sapore di Mare använts.
Sergio Marinangeli slutade tvåa på det italienska nationsmästerskapets linjelopp efter Cristian Moreni 2004. Han slutade också tvåa på Route Adélie de Vitré efter Anthony Geslin och på de schweiziska tävlingen Stausee Rundfahrt Klingnau. Under säsongen körde Marinangeli Tour de France för första gången i sin karriär men slutförde inte loppet.
Han vann GP Beghelli 2006, och året innan vann han en etapp på Österrike runt.
Under säsongen 2007 slutade italienaren tvåa på etapp 1 av Giro d'Abruzzo efter stallkamraten Luca Ascani, som senare testades positivt för EPO efter att ha vunnit de italienska nationsmästerskapens tempolopp.

## Meriter
2005
- En etapp Österrike runt

2006
- GP Beghelli

## Stall
- 2003 Domina Vacanze-Elitron
- 2004 Domina Vacanze
- 2005-2006 Naturino-Sapore di Mare
- 2007 Aurum Hotels
- 2008-2009 LPR Brakes
- 2010- De Rosa-Stac Plastic